# Joe Falcon
Joseph Falcon (Rayne (Louisiana), 28 september 1900 - Crowley (Louisiana), 19 november 1965) was een cajun-accordeonist, die met zijn vrouw de eerste cajun-plaat maakte, '(Allons à) Lafayette' (1928). 
Joe was het vijfde kind van Pierre Illaire Falcon en Marie Arvilia Boudreaux. Hij werd geboren in Roberts Cove, ten noorden van Rayne. Toen hij zeven was, begon hij accordeon te spelen. Zijn carrière als professionele muzikant begon toen de eigenaar van Oneziphore Guidry's dancehall hem vroeg de vaste band die niet was komen opdagen te vervangen. Joe Falcon was bevriend met accordeonist Amédé Breaux en begeleidde hem af en toe op triangel. De zus van Amédée, Cléoma, was een zangeres en een getalenteerde gitarist, en zij werd Joe's begeleider. Nadat hun platencarrière van de grond kwam, trouwden Joe en Cléoma, in 1932. 
'Lafayette' werd in 1928 opgenomen in New Orleans en in de zomer uitgebracht door Columbia Records. Het was een enorm succes en Joe Falcon was een ster. Hij trad op in uitverkochte dancehalls in Louisiana en Texas. Falcon en zijn vrouw namen vervolgens platen op in New York (augustus 1928) en Atlanta (april 1929). Door de Grote Depressie nam het echtpaar enkele jaren niet op, maar het pakte de draad weer op in 1934 met opnames in New York. Daarna volgden nog opnames in New Orleans (1936) en San Antonio (1937). Na de opnames in 1937 zou Falcon geen platen meer maken. Vanaf het eind van de jaren dertig werd de country & western met viool populair en op een gegeven moment werd de muziek van Falcon (met de accordeon als belangrijkste instrument) als ouderwets gezien: het was gedaan met zijn populariteit. 
Cléoma stierf op 9 april 1941, maar Falcon bleef optreden als de leider van zijn band (Joe Falcon and His Silver Bell String Band), waarin zijn tweede vrouw, Theresa Meaux, drums speelde. Hij zou tot in de jaren zestig spelen in dancehalls in en rond Crowley.
'Allons à Lafayette' is een cajun-evergreen. Het succes ervan in 1928 zette de deuren van de platenstudio's voor andere cajun-muzikanten open, zoals Leo Soileau en Mayeu LaFleur ('Hé Mom'), Amédé Ardoin, de Breaux Frères en Dennis McGee. Falcon werd opgenomen in de Hall of Fame van de Cajun French Music Association.

## Discografie
- Louisiana Cajun Music (liveopnames 2 juli, 1963), Arhoolie, 1988 (lp)
- Joe Falcon - Cajun Music Pioneer (liveopnames 29 juni 1963), Arhoolie, 1997 (cd)